# 王维峰
王维峰（1965年11月—），江苏新沂人，汉族，中国共产党党员，中华人民共和国政治人物，省委党校研究生学历。现任徐州市副市长、丰县县委书记。

## 生平
2018年2月24日，当选为江苏地区第十三届全国人大代表。
2022年2月23日，受徐州八孩母親事件影響，江苏省委决定讓王维峰接替娄海擔任丰县县委书记。